# 拉飛·邵馬
拉飛·邵馬（阿美語：Lafin Sawmah，1983年—2023年6月23日）是台灣阿美族藝術家，作品以木雕為主。2023年6月23日，拉飛·邵馬下海打魚，搜尋次日長光部落的海祭所需要的供品，不過拉飛·邵馬沒有上岸。次日其遺體被發現。

## 生平
拉飛·邵馬是繼承拉飛姨丈的名字，姨丈很會打網、抓魚跟潛水。拉飛從前北漂生活了好幾年，做過各種工作但總覺得不踏實，二十幾歲時決定返鄉。返鄉後，偶然的機會遇見雕塑前輩希巨和拉黑子，接觸木雕工藝後迷上木頭創作。

## 創作思想
對漂流木情有獨鍾，說漂流木是大地給予的禮物，拉飛認為的一生是泥土與海洋聯繫在一起的。拉飛會在海邊挑選木頭，通常都帶著山刀或斧頭劈砍漂流木。細聞木頭的香氣，他會挑選想要的木種和木形。 大地並非無聲的，他透過自然的聲音帶來訊息，只是人們通常沒能安靜傾聽。「我之前的工作都是偏勞動性的，原住民大半體力很好、手藝很強，我覺得與其把體力花在工作，不如發揮優勢做點其他的。」 台東早期的工藝很生活化，原住民壓根沒有把這些想成工藝，工藝與生活是同一件事。「工藝在從前原民的生活非常重要，像是牛車、床、房子、衣服和器皿全都是自己手建的。後來因為一次性的塑膠讓工藝慢慢沒落，好險年輕人開始慢慢留意到從前的好。現在原住民的工藝是在傳統的底蘊下結合新的元素、想法和創意，不只要做傳統的東西，而是結合當代的思維。」

#### 主要作品
- 臉孔 系列
- 大地的臉孔（2014年）：在多年雕刻臉孔後的第一次大型創作，不同的木頭修整成角材形狀堆疊成一個量體，雕刻出深邃的臉孔，頭髮則用細小的漂流木裝植而成。拉飛以台東加路蘭部落的黑髮橋故事為發想，族人們每每工作後經過此橋，便會在溪裡洗髮，因而頭髮烏黑亮麗，然而更深的層次是，阿美族人以水作為生命潔淨的文化觀，躺在地上的臉孔，頭髮垂落地面，等待雨水浸沐、洗淨髒污。
- 光之殿  Temple of Light：主結構以竹子和漂流木作為樑柱骨架，外牆則利用‘土牆’(Mud Wall是古老的建築工法，在台灣、非洲世界各地均有運用) 傳統工法製作，將黃泥土、水、草混合之後，透過雙腳反覆踩踏攪拌均勻之後，將混合好之泥料用手工方式一層一層堆疊在骨架上，待風乾後便成為耐久、堅固、防水的環保建材。屋頂的小塔則會坎入回收玻璃瓶底，變成內部可透光的小圓頂。讓來到東海岸的遊人，透過與作品互動，用一種 「慢」的態度去感受在地之美。
- 拾火Kalo’orip：Kalo’orip是阿美族語，意指生活的依靠。以「火」為主題，創作出火之意象的巨大木頭雕塑，來呼應生命的起源。「火」是人類文明歷史的開端，象徵著精神意志的傳承，我們仰賴著「火」生活，我們也向「火」學習智慧。在原住民的傳統祭典裡，我們牽起彼此的手圍繞著「火」一起吟唱、一起舞蹈，我們也一起感謝大自然，感謝祖靈。
- 鹿路
- 循路（Fawah）
- 野隱
- Malaced Sanay / 就是很像嗎！
- 海骨 系列：一把像是箭矢，又像是魚尾的雕塑，有平滑的木紋顯現其上，又有雕刻刀凹切的紋路，如同大海裡頭生物的平滑皮膚，又同時具有如珊瑚礁尖銳的觸感。
- 海・生 系列
- 風從那裡來
- 夢見黑潮

#### 造船與下水儀式
拉飛的獨木舟是完全依靠口傳和想像製造出來的，然而這卻是鮮少人踏足的「溯源」，因為失傳而未有人踏足，這是他給予自己的使命感，他想做出一件作品是關乎整體族群意義的，那是一個精神性的找回。
2021年，拉飛開始啟動造船計畫，得到許多其他不同原住民族的部落青年協助。近代經過許多學者調查，南島語系的範圍北起台灣，南至紐西蘭，西至馬達加斯加，東至復活節島，語言、植物、傳統儀式等等人類和植物學方向的考證，台灣很可能是南島語族的出發地，一個人類偉大航程的起點。「我很好奇，如果台灣是南島的原鄉，那我們是用什麼方式去跟外面的世界接觸？我是不是可以用創作的方式做一艘船去找答案呢？祖先留下來的那種勇氣與不害怕未知的精神，應該也可以藉由這樣的方式繼承下去。」 最終，拉飛的船，在眾人的祝福之下完成，夏威夷的航海國寶級大師Kimokeo Kapahulehua也來到台灣，為新船下海祈福，Kapahulehua 表示7000年前他們的祖先從台灣出發，航海到夏威夷群島定居。此次他受邀為阿美族的新船祈福，「像是回家一樣」。他領著Lafin和一起造船的族人們，走到海邊向大海祈福。「我們邀請天上和大海的祖靈們，跟我們同在，請祝福我們，也一起見證這個時刻。」 在祈福的時候他說，「感謝祖先把智慧都留在我的血跟肉裡面，感謝各個族群的好朋友跟兄弟，感謝這片土地跟這片海洋，謝謝大家」Lafin語帶哽咽。 這是Lafin造的第一艘船，「其實在造船的時候，還是有很多的緊張跟擔心，我甚至會害怕它的水性好不好、它能不能帶我航行到外海去？」這些煩惱能不能隨著歌聲忘記呢？ Lafin從人群中找到他的孩子，牽起了孩子的手，成功乘上木船，Lafin的船槳順利地划動，船身輕巧的破水駛向大海，岸邊響起了眾人的歡呼的聲音，以及Kimokeo Kapahulehua為他們吹起的號角。

## 參與展出
- 《海浪的聲音那麼大》台東美術館（2023）[8]
- 《越過第五道浪》東海岸大地藝術節，與Heidi Yip以「Laboratory實驗平台」共作《The Capsule／海光之間》於宜灣卡片教堂對（2023））
- 《孤島孵夢》台北當代藝術館（2020）[9]
- 《海人與夜獸》拉飛・邵馬與葉海地聯展（2019）
- 《萬物糧倉．大地慶典》（2017）作品地點：池上萬安村魏家庄稻田，行政院農業委員會水土保持局臺東分局發起
- 《光之殿  Temple of Light》東海岸大地藝術節 Taiwan East Coast Land Art Festival（2016）[10]

## 相關出版
- 拉飛．邵馬（Lafin Sawmah）：大地與海洋交織的臉孔，陳豪毅，南島人物　Whose Memory?《藝術認證》No. 98（2022.06）尋件啟事（Art Accrediting No. 98: The Search of Artworks）高雄市立美術館 [11]